# Пронягин, Пётр Георгиевич
Пётр Гео́ргиевич Проня́гин (19 октября 1924, с. Львовка, Больше-Болдинская волость, Лукояновский уезд, Нижегородская губерния, РСФСР — 12 июня 2021, Северск, Томская область, Россия) — инженер-строитель, легендарный руководитель Управления «Химстрой» (Томская область) и участник строительства объектов Атомного проекта СССР (Томск-7/Северск, СХК, объекты Минсредмаша в Новосибирске и в Казахской ССР), Томского Академгородка, Томского нефтехимического комбината и др.; Герой Социалистического Труда. Почётный гражданин города Северска. Почётный гражданин Томской области. Заслуженный строитель РСФСР.

## Биография
Родился в 1924 году в Нижегородской губернии в рабочей семье. Через год семья переехала в Нижний Новгород. Вскоре отец умер и семья познала нужду. Весной 1941 года Пётр Пронягин окончил среднюю школу в городе Горьком.
Когда началась Великая Отечественная война он, 17-летним подростком, устроился работать оператором в Верхневолжское речное пароходство в Горьком. C осени работал на строительстве оборонительных рубежей на подступах к городу. Здесь он обморозился и из-за длительной болезни не был призван на фронт. С января 1942 по февраль 1944 работал рабочим-токарем (по 12—18 часов в сутки) на режимном Горьковском машиностроительном заводе имени Сталина (Завод № 92), — протачивал артиллерийские стволы для танков. От непосильного труда и постоянного недоедания заработал туберкулёз. С завода пришлось уволиться.
Поступил учиться в Горьковский инженерно-строительный институт имени В. П. Чкалова. Здесь, проявив высокую общественную активность, в 1946 году был принят в ряды членов ВКП(б). После окончания вуза (1949) был направлен по распределению на Урал. Более десяти лет работал на особо важной секретной стройке в закрытом городе Свердловске-45, где начинал с должности прораба строительного управления оборонного комбината «Электрохимприбор», более известного в истории Атомного проекта СССР как Комбинат № 418 (он же — Почтовый ящик № 20). Прошёл путь до начальника крупного строительного предприятия: был прорабом, затем начальником строительного участка, заместителем начальника технической инспекции строительства, главным диспетчером и, наконец, — начальником этого волжского строительного района.
В декабре 1956 года Пётр Георгиевич переходит на партийную работу и последовательно занимает должности секретаря парткома строительства Комбината № 418, второго секретаря горкома КПСС (1957), первого секретаря ГК партии города Свердловск-45 (с 1961).
В ноябре 1967 года П. Г. Пронягин назначается начальником Управления (треста) «Химстрой» Министерства среднего машиностроения СССР в закрытом городе Томск-7 (ныне ЗАТО Северск) в Томской области). Данное предприятие он принял из рук легендарного генерала Александра Капитоновича Грешнова.
П. Г. Пронягин возглавлял «Химстрой» до своего выхода на пенсию в 1990 году — всего двадцать два года и 8 месяцев. Предприятие было создано как база строительной индустрии и пусконаладки секретного предприятия Комбинат № 814 (Пятый Почтовый, ныне известный как Сибирский химический комбинат Росатома).
Под его руководством «Химстрой» в короткий срок стал крупнейшим ведомственным строительным главком СССР. Кроме работы на объектах оборонной промышленности, силами производственного объединения «Химстрой» были построены вокруг Томска новые животноводческие комплексы (инициированные руководителем Томской области Е.К. Лигачёвым), жилые посёлки и микрорайоны, тепличные хозяйства, магистраль теплоснабжения от производственных мощностей Северска в областной центр. Были выполнены строительно-монтажные работы на Томском приборном заводе, построены детские оздоровительные лагеря и дома отдыха, крупные индустриальные птицефабрики, учебные корпуса ряда вузов и техникумов, новый аэропорт областного центра, Ботанический Сад ТГУ, здание Облсовпрофа, мощности кирпичных и бетонных заводов Томска, начаты работы по реконструкции крупнейшего в Сибири домостроительного комбината.
Только с высоким качеством и в срок сдавались в эксплуатацию все самые важные объекты Северска, Томска, Томской области, Сибири.
Указом Президиума Верховного Совета СССР от 6 ноября 1984 года за большой вклад в строительство крупнейших комбинатов и объектов соцкультбытового назначения в городах Сибири Пётр Георгиевич Пронягин удостоен звания Героя Социалистического Труда с вручением ордена Ленина и золотой медали «Серп и Молот».
В 1986 году коллектив Управления «Химстроя» был награждён орденом Ленина, в чём, несомненно, была большая заслуга его руководителя.
За время работы в Северске неоднократно избирался в члены горкома и обкома КПСС, в депутаты городского (Северск) и Томского областного советов народных депутатов.
Избирался делегатом XXVI и XXVII съездов КПСС.
После выхода на пенсию стал заниматься преподавательской деятельностью, в 1990—1999 — доцент кафедры производственного менеджмента Томского государственного архитектурно-строительного университета.
В апреле 2014 года состоялось открытие музея имени П. Г. Пронягина в здании общественных организаций города ЗАТО Северск.
Скончался 12 июня 2021 года в Северске.

## Награды и звания
- золотая медаль «Серп и Молот» Героя Социалистического Труда (06.11.1984)
- два ордена Ленина (1969 и 06.11.1984)
- орден Октябрьской Революции (1971)
- три ордена Трудового Красного Знамени (1954, 1976, 1982)
- орден Славского (Росатом РФ, 2009)
- орден «Томская Слава» (Томская область, решение губернатора № 327 от 08.10.2014, номер награды — 14)
- знак отличия (орден) «За заслуги перед Томской областью» (2004)
- медаль «За доблестный труд. В ознаменование 100-летия со дня рождения Владимира Ильича Ленина» (1970)
- медаль «За доблестный труд в Великой Отечественной войне 1941—1945 гг.» (1946)
- юбилейная медаль «Тридцать лет Победы в Великой Отечественной войне 1941—1945 гг.» (1975)
- юбилейная медаль «Сорок лет Победы в Великой Отечественной войне 1941—1945 гг.» (1985)
- юбилейная медаль «50 лет Победы в Великой Отечественной войне 1941—1945 гг.» (1995)
- юбилейная медаль «60 лет Победы в Великой Отечественной войне 1941—1945 гг.» (2005)
- юбилейная медаль «65 лет Победы в Великой Отечественной войне 1941—1945 гг.» (2009)
- юбилейная медаль «70 лет Победы в Великой Отечественной войне 1941—1945 гг.» (2015)
- медаль «За освоение недр и развитие нефтегазового комплекса Западной Сибири» (1988)
- медаль и звание «Ветеран труда» (1984)
- медаль «70 лет Томской области» (2014)
  - др. медали, знаки за ударный труд и за лидерство в соцсоревновании.
- звание «Заслуженный строитель РСФСР»
- звание «Почётный гражданин города Томска-7 (Северска)» присвоено решением горисполкома города Томск-7 (ныне Северск) № 455 от 1 ноября 1984 года
- звание «Почётный гражданин Томской области» присвоено решением Думы Томской области от 30 октября 2008 года.
- Почётная грамота Томской области (23.10.2009)
- Портрет П. Г. Пронягина представлен на Аллее Славы города Северска — с 27 июня 2015 года[7].

## Сочинения
- Пронягин П.Г. Вклад «Химстроя» в развитие производительных сил [Томской] области // Давайте вспомним! [сборник мемуарных статей] / под ред. Н. П. Кириллова. — Томск: Изд-во Том. ун-та, 1995.
- Пронягин П.Г. Правда о прошлом и настоящем с надеждой на будущее // Правда о прошлом и настоящем с надеждой на будущее [сборник мемуаров] / Отв. ред. В. Е. Зуев, Л. Д. Будницкий; Обществ.объедин. «Инициатива». — Томск: «Спектр», 1998.
- Пронягин П.Г. Как начинался томский Нефтехим. — Томск, 1999. — 222, [2] с.: рис.
- Пронягин П.Г. Тогда мы много строили // Звёздные годы земли томской. — Томск, 2000.
- Пронягин П.Г. Урал. Три периода (трилогия). — Екатеринбург, 2007.